# Shuofu
Shuofu 说郛 / 說郛 (100 juan) ist ein von Tao Zongyi 陶宗仪 / 陶宗儀 (1316–1403) Ende der Yuan-Zeit im 14. Jahrhundert herausgegebenes chinesisches Sammelwerk (congshu) mit Pinselnotizen (biji). Die Auswahl erfolgte aus einer Vielzahl von (teilweise nicht vollständig wiedergegebenen) Quellen: „The emphasis is on anecdotes and stories“. Die Geschichte des Werkes wurde von Chang Bide 昌彼得 untersucht.
Das Original ist bereits verloren, doch wurde sie nach Ming-Abschriften vollzählig zusammengestellt. Es gibt eine Ausgabe in Satz und Druck der Hanfeilou 涵芬楼 / 涵芬樓. Die Auswahl der Notizen-Sammlung reicht von der Han- über die Wei- bis zur Song- und Yuan-Zeit. Aufgenommen wurden klassische philosophische Werke, Kommentare zu Dichtungen und Dichtern und Abhandlungen zur Kultur. Verwendete Werke belaufen sich auf mehr als 600, darunter befinden sich einige sonst nicht überlieferte Werke. Es gibt auch eine Ausgabe mit 120 juan  aus der späten Ming-Zeit, sie wurde von Tao Ting 陶珽 in der Qing-Zeit überarbeitet und erweitert, sie enthält mehr als tausend Werke, doch sie enthält vergleichsweise viele Fehler.
Bis zum 16. Jahrhundert wurde es in Manuskriptform überliefert. Die editio princeps war jedoch nicht Tao Zongyis Original, sondern der Text einer Wiederherstellung durch Yu Wenbo 郁文博 aus dem späten 15. Jahrhundert. Diese basiert auf einem Manuskript, bei dem die letzten 30 juan fehlen. Die fehlenden Werke in diesem letzten Drittel der Sammlung wurden von ihm durch solche aus dem Baichuan xuehai 百川学海 ersetzt.

## Ausgaben
- Shuofu 说郛 (Wanweishantang ben 宛委山堂本)
- Shuofu (Shangwu yinshuguan 商务印书馆)
- Shuofu. Taipei: Shangwu yinshuguan, 1972. Reproduziert die Hanfenlou 涵芬樓 100-juan-Ausgabe.
- Shuofu sanzhong 說郛三種. 10 vols. Shanghai: Shanghai guji chubanshe, 1988. Reproduziert die Hanfenlou-100-juan-Ausgabe, die Ming-120-juan-Ausgabe und die Xu Shuofu 说郛续 / 續說郛 -40-juan-Ausgabe.[5]